# ارنست شوسون

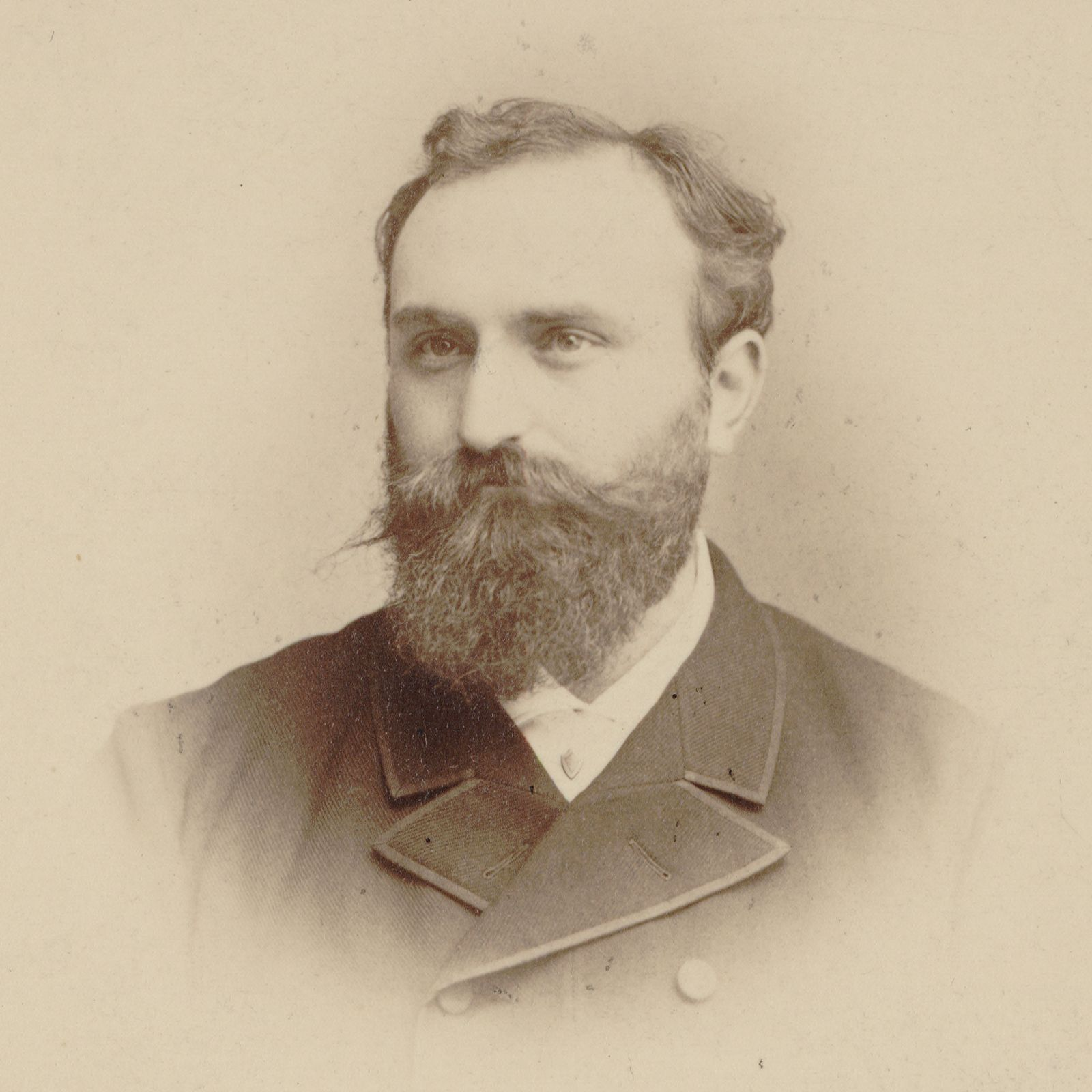
ارنست شوسون

ارنست شوسون (به فرانسوی: Ernest Chausson)‏ (۲۰ ژانویهٔ ۱۸۵۵، پاریس – ۱۰ ژوئن ۱۸۹۹، پاریس) آهنگ‌ساز فرانسوی دورهٔ رمانتیک بود. او از شاگردان سزار فرانک بود.
آرامگاه شوسون در گورستان پر-لاشز است.

## برخی از آثار
- اپرای شاه آرتور
- سمفونی در سی بمل ماژور
- «شعر» (Poème) برای ویولن و ارکستر
- شعر عشق و دریا برای آواز و ارکستر

## شنیدن آثار
- دیزر
- یوتیوب